# Lucila (handebolista)
Lucila Vianna da Silva (Nova Iguaçu, 7 de março de 1976) é uma handebolista brasileira.

## Trajetória desportiva
Começou a jogar handebol no Colégio Estadual Antônio da Silva, no bairro de Morro Agudo, influenciada pelas irmãs mais velhas que também jogavam.
Conquistou três medalhas de ouro em Jogos Pan-Americanos: 1999 em Winnipeg, 2003 em Santo Domingo, e 2007 no Rio de Janeiro.
Lucila representou o Brasil nos Jogos Olímpicos em três edições: em 2000 em Sydney, em 2004 em Atenas, e em 2008 em Pequim. Nas Olimpíadas de Atenas, Lucila foi a capitã da equipe e a terceira maior artilheira da seleção, com 24 gols em sete partidas.